# Мессе, Джованни
Джова́нни Ме́ссе (итал. Giovanni Messe, 10 декабря 1883, Мезанье — 18 декабря 1968, Рим) — итальянский военный и политический деятель, маршал Италии.

## Ранние годы и Первая мировая война
Родился 10 декабря 1883 года в деревне Мезанье провинции Бриндизи в Апулии. В декабре 1901 года начал военную карьеру, поступив добровольцем в армию. Участвовал в итальянском завоевании Ливии 1913 года. Во время Первой мировой войны сражался в рядах штурмовых частей Arditi («Отважные»), специальных подразделений пехоты. Хорошо проявив себя во время этих войн, в 1923 году Мессе стал адъютантом короля Италии Виктора Эммануила III. С 1927 до 1935 года командовал 9-м полком берсальеров в звании полковника. 16 сентября 1935 года был назначен командиром 3-й моторизированной бригады в Вероне, которой командовал во второй Итальянско-Эфиопской войне. За успешные действия, Мессе было присвоено звание генерал-майора.

## Вторая мировая война
В апреле 1939 года — заместитель командующего (командовал генерал Убальдо Содду) специального корпуса в Албании (Corpo di Spedizione in Albania), участвовал в оккупации страны. Во время Греческой кампании 1940 года командовал кавалерийским корпусом и достиг определённого успеха против греческих сил, возглавляемыми Александросом Папагосом. Во время контрнаступления греческой армии, Мессе возглавлял бронетанковый корпус (Corpo d’Armata). В апреле 1941 года, с помощью Вермахта, кампания закончилась победой стран Оси.
Учитывая опыт Джованни Мессе в ведении танковой войны, он мог бы быть направлен командовать итальянским корпусом в Северной Африке, но вместо этого был назначен командиром Экспедиционного итальянского корпуса в России (Corpo di Spedizione Italiani in Russia — CSIR), направленного дуче Бенито Муссолини на советско-германский фронт для участия в Операции Барбаросса. В состав корпуса, подчинённого командованию 11-й немецкой армии вошли: 3-я моторизированная дивизия «Принц Амедео герцог д’Аоста», 9-я моторизованная дивизия «Пасубо», фашистский легион «Тальяменто», кавалерийские полки «Савойя» и «Новара», 52-я автотранспортируемая дивизия «Торино» — в общей сумме 62000 человек. В сентябре 1941 года части Мессе приняли участие в боях у Днепропетровска, а затем понесли тяжёлые потери в районе Горловка-Никитовка. В конце ноября Джованни Мессе предпринял попытку взять станцию Трудовая, но потерпел неудачу, потеряв около 5000 человек. К июлю 1942 года численность CSIR возросла до 200 тысяч человек. В ходе Операции «Уран» (успешная попытка Красной Армии окружить немецкую 6-ю армию в Сталинграде), итальянские силы попытались сдержать советское наступление, но были разгромлены.
1 ноября 1942 года Мессе был отозван в Италию и назначен командиром XXX корпуса, который в конце ноября перебросили в Тунис. В конце января 1943 года назначен новым командующим Африканским корпусом (на замену Эрвину Роммелю), который сразу же был переименован в 1-ю Итальянско-Немецкую Бронетанковую Армию (в составе одного немецкого и трёх итальянских корпусов). Удачно построенная Мессе оборона на линии Марет позволила отсрочить уже неизбежное поражение Оси в Северной Африке. 13 мая 1943 года, после краха 5-й немецкой Армии, падения Туниса и окружения 1-й итальянской Армии, всё ещё держа линию Энфидавиль, Джованни Мессе с разрешения Муссолини капитулировал. За день до этого, 12 мая, Мессе был произведён в звание Маршала Италии (Maresciallo d’Italia).
После падения режима Бенито Муссолини и капитуляции Италии в сентябре 1943, Мессе принял сторону Пьетро Бадольо и был назначен начальником Генерального штаба королевских вооружённых сил, перешедших на сторону антигитлеровской коалиции. На этом посту он пробыл до 1 мая 1945 года и, после 44 лет службы, ушёл из вооружённых сил.

## После войны
После окончания войны, Мессе написал книги «La guerra al fronte russo. Il Corpo di Spedizione Italiano (C.S.I.R.)» (1947) о действиях итальянского экспедиционного корпуса на восточном фронте в 1941—1942 годах и «Come finì la guerra in Africa. La „Prima Armata“ italiana in Tunisia», где он подробно описал события 1943 года в Северной Африке. Его военная популярность сказалась и в гражданской жизни — с 1953 по 1955 год Мессе был избран представителем в итальянском Сенате. Также он был президентом Ассоциации итальянских ветеранов.
Джованни Мессе умер 18 декабря 1968 года в Риме, в возрасте восьмидесяти пяти лет.
Деятельность Мессе на посту командующего экспедиционными силами в России, а также его отношение к политике Муссолини всегда вызывала неоднозначную оценку как со стороны подчинённых, так и со стороны итальянского руководства и немецких союзников. Убеждённый фашист и преданный сторонник Муссолини (которому был обязан своей блестящей карьерой) на словах, он легко изменил своим убеждениям после падения дуче и прихода к власти правительства Бадольо.